# Oldřich Kuba
Oldřich Kuba (4. března 1925 Ejpovice u Plzně – 4. srpna 2000 Plzeň) se zasloužil o vznik Západočeské galerie v Plzni a byl jejím prvním ředitelem (1954–1985). Zasloužil se o mimořádnou sbírku děl českého kubismu.

## Mládí
Oldřich Kuba se narodil v Ejpovicích. Jeho rodný dům bohužel již neexistuje, padl za oběť megalomanskému plánu komunistické vlády dolovat v ejpovické oblasti železnou rudu - https://www.geologie-astronomie.cz/Geologicke-lokality/Plzensko/_fotogalerie/Lom-Ejpovice. Na rokycanském gymnáziu, kde Oldřich Kuba studoval, si jeho mimořádného výtvarného talentu povšiml Václav Vodák - https://www.starozitnosti.cz/vodak-vaclav.html. Ten přemluvil rodiče Annu a Matěje Kubovy, aby svého nadaného syna dali studovat na Akademii výtvarných umění do Prahy. Na AVU studoval u Martina Salcmanna a Jana Zrzavého. Vystudoval Pedagogickou fakultu Karlovy university, a po jejím ukončení krátce působil na gymnáziu v Domažlicích a ve Stříbře, kde učil výtvarnou výchovu a deskriptivní geometrii. Poté pracoval na Ministerstvu kultury. Z té doby pocházelo jeho celoživotní přátelství s Annou Masarykovou, vnučkou T. G. Masaryka.

## Západočeská galerie v Plzni
Ministerstvem kultury byl pověřen úkolem založit Západočeskou galerii a zároveň jmenován jejím prvním ředitelem. Tuto galerii řídil od roku 1954 do roku 1985. Galerie tehdy sídlila v budově muzea, kde měl Oldřich Kuba k dispozici kancelář a skromné výstavní prostory. Naštěstí se mu díky energickému a vytrvalému úsilí podařilo zachránit před plánovanou demolicí budovu Masných krámů, která se po citlivé a mimořádně zdařilé rekonstrukci stala krásným výstavním prostorem. K Západočeské galerii byl také připojen dům s adresou Pražská 13, citlivě zrekonstruovaný ve stejném duchu jako Masné krámy. V něm byly umístěny kanceláře a druhá, komorní výstavní síň.
Galerie zpočátku získala malou kolekci českého umění 19. století z muzejních fondů. Kuba se zaměřil na moderní umění 1. poloviny 20. století a podařilo se mu vybudovat sbírku evropského významu. Jen od Špálů nakoupil sedmdesát děl. V roce 1968 dokázal získat pro besedu Jana Zrzavého na celý večer. Z postu ředitele Západočeské galerie odešel v roce 1985 do důchodu.

## Publicistická tvorba
Oldřich Kuba často publikoval. Napsal přes 3000 článků, pracoval i pro rozhlas a televizi.

## Rodina a závěr života
Oldřich Kuba měl dceru Danielu (provdanou Winterovou, manželku Jiřího Wintera) a syna Oldřicha.. Po odchodu z pozice ředitele Západočeské galerie do důchodu jej zaměstnal jako inspektora sbírek Národní galerie jeho přítel a zároveň rival, ředitel Národní galerie Jiří Kotalík.